# Себирдех
Себирде́х (также Сэбирдэх) — река в Якутии (Россия), левый приток Линде, принадлежит к бассейну реки Лены. Протекает по территории Жиганского района Якутии. Длина — 148 км, площадь водосборного бассейна составляет 1510 км².
Исток реки находится на Центральноякутской низменности на высоте более 284 метра над уровнем моря. Течёт преимущественно в южном направлении, в верховьях протекает по тундре с участками лиственницы в долине реки. В низовьях преобладает лесотундра. Активно меандрирует. Впадает в Линде слева, выше впадения Серки, в 684 км от устья Линде, на высоте 179 м над уровнем моря. В нижнем течении русло расширяется до 25-30 м при глубине 0,8-1,2 м и скорости течения 0,4 м/с.

## Основные притоки
Указаны поименованные притоки длиной 20 км и более.
| Название      | Расстояние от устья | Длина | Положение |
| ------------- | ------------------- | ----- | --------- |
| Аллара-Сиеген | 32                  | 21    | левый     |
| Уэся-Сиеген   | 40                  | 21    | левый     |
| Бучу          | 101                 | 30    | левый     |

## Данные водного реестра
По данным государственного водного реестра России относится к Ленскому бассейновому округу, речной бассейн — Лена, речной подбассейн — Лена ниже впадения Вилюя до устья, водохозяйственный участок — Лена от впадения реки Вилюй до водомерного поста ГМС Джарджан.
Код объекта в государственном водном реестре — 18030900112117500002885.